# Prahm (Einheit)
Prahm war ein preußisches Volumenmaß für Kalkstein. Das Volumen hatte 10 Fuß in der Länge, 10 Fuß in der Breite und 3 Fuß in der Höhe. Die Zwischenräume im Gemäß wurden durch Abzug von einem Drittel verrechnet. 
Nach einer Verordnung des Staates durfte das Maß Prahm ab dem 1. Januar 1817 nicht mehr verwendet werden. In den Kalkbrüchen von Rüdersdorf galt nur noch die Kubikklafter, nach der auch Steine berechnet wurden. Die Kubikklafter setzte man 108 Kubikfuß (Preuß.) gleich.
Die Ladung eines Schiffes in Rüdersdorf war ein Prahm (Steine). Ein Kalkofen fasste an Rohmaterial Kalkstein etwa 6 ½ Prahm, also 18 Kubikklafter oder 1944 Kubikfuß. Gebrannt ergab eine Ofenladung rund 274 Tonnen.
- 1 Prahm = 300 Kubikfuß